# Обухово (Сафоновский район)
Обухово    — деревня  в  Смоленской области России,  в Сафоновском районе. Население – 26 жителей (2007 год)  .  Расположена в центральной части области  в 13 км к северо-западу от города Сафонова,  в 15 км севернее автодороги М1 «Беларусь», на берегу реки Вопец.  В 8 км восточнее деревни железнодорожная станция Вадино на линии Дурово — Владимирский Тупик.  Входит в состав Вадинского сельского поселения.  

## История
В годы Великой Отечественной войны деревня была оккупирована гитлеровскими войсками в сентябре 1941 года, освобождена в 1943 году.